# The Atheism Tapes
The Atheism Tapes – telewizyjny serial dokumentalny BBC autorstwa Jonathana Millera. Materiał, z którego się składa, pierwotnie został nakręcony dla innego filmu Atheism: A Rough History of Disbelief, ale okazał się zbyt szczegółowy, by go tam włączyć. Zamiast tego BBC zgodziła się stworzyć "The Atheism Tapes" jako uzupełniającą serię sześciu programów, z których każdy zawiera jeden obszerny wywiad.

## Programy
Wszystkie sześć programów ma formę wywiadu, oprócz opisanych poniżej wywiady przeprowadzono z Richardem Dawkinsem, Arthurem Millerem i Denysem Turnerem.

### Colin McGinn
Angielski filozof McGinn mówi o różnych przyczynach, dla których można nie wierzyć w Boga lub wierzyć w niego. Dokładnie analizuje argument ontologiczny. Na dodatek McGinn zarysowuje ważne rozróżnienie pomiędzy ateizmem (brakiem wiary w bóstwo) a antyteizmem (aktywnej opozycji wobec teizmu), utożsamia się zarówno z jednym jak i z drugim. Na koniec rozważa społeczeństwo post-teistyczne.

### Steven Weinberg
Rozważa skuteczność argumentu Projektu, w przeszłości i obecnie. Zastanawia się także nad przyczynami, dla których ludzie stają się religijni, włączając w to oddziaływanie różnych wpływów argumentów przytaczanych przez fizykę i biologię przeciwko religii i łączy to z większym prawdopodobieństwem zostania agnostykiem przez fizyka niż przez biologa.
Rozróżnia przemoc dokonaną w imieniu religii i z powodu religii i twierdzi, że groźby obu są wciąż żywe. Opisuje różnice wierzeń religijnych pomiędzy Europą a Ameryką oraz dlaczego nie lubi postaci chrześcijańskiego Boga. Kończy mówiąc, że nauka jest skutecznym narzędziem dekonstrukcji religijnego zabobonu.

### Daniel Dennett
Amerykański filozof Dennett wyjaśnia, dlaczego jedną ze swoich książek zatytułował "Niebezpieczna idea Darwina" i dlaczego wielu ludzi w czasach Darwina uważało teorię ewolucji za niebezpeczną. Zajmuje się kwestią świadomości, mówiąc o tym jak Darwin odrzucił ideę duszy oraz możliwymi psychologicznymi przyczynami i podstawami wiary w istnienie niematerialnej duszy.
Następnie mówi o wychowaniu chrześcijańskim i jak się stał ateistą. Pyta, dlaczego krytykowanie religijnych przekonań uważane jest za niegrzeczne i uważa, że wynika to z uprzywilejowanego statusu religii. Kończy zastanawiając się, czy możemy żyć w świecie post-teistycznym.